# Seven Inches of Satanic Panic
(Ritornello di Mary on a cross)
Seven Inches of Satanic Panic è un EP della band rock svedese Ghost, pubblicato il 13 settembre 2019 dalla Loma Vista Recordings.

## Descrizione
Il 12 settembre 2019, Ghost ha pubblicato un video musicale per il brano "Kiss the Go-Goat", che raffigura il personaggio di Papa Nihil nel ruolo di frontman dei Ghost cantare con il suo gruppo al Whiskey a Go Go a West Hollywood, California, nel 1969. Il giorno seguente, il 13 settembre 2019, Seven Inches of Satanic Panic è stato rilasciato sui servizi di streaming musicale tramite Loma Vista Recordings. Sui social media, la band ha annunciato: 
 "Desideriamo informarvi che i Ghost hanno pubblicato due brani speciali dagli archivi del 1969. . . Seven Inches Of Satanic Panic è disponibile per lo streaming e l'ordine ora. " 
Seven Inches of Satanic Panic, che è stato descritto come un EP a due tracce e come singolo, stato pubblicato su 7 "vinile il 27 settembre 2019.  Secondo la storia narrata dalla band Il disco è una versione rimasterizzata delle canzoni registrate nel 1969 presso i Thorn Industrial Audio Recording Studios, Hollywood. L'uscita in vinile raggiunse il numero 2 nella classifica dei vinili britannici, mentre "Kiss the Go-Goat" raggiunse il numero 4 sul Kerrang! Rock Chart . Il 12 settembre 2024 sulle piattaforme streaming la band inserisce nell’EP la traccia aggiuntiva The Future is Foreign Land tratta dalla colonna sonora del film/concerto Rite Here Rite Now e già precedentemente pubblicata come singolo il 21 giugno dello stesso anno.

## Tracce
Testi e musiche di Tobias Forge (accreditato come Papa Nihil e Papa Emeritus IV).
1. Kiss the Go-Goat – 3:19
2. Mary on a Cross – 4:08
3. The Future is a Foreign Land – 3:45 – (Dal 2024)

## Formazione
- Papa Nihil – voce
- Papa Emeritus IV — voce
- Nameless Ghouls – strumentazione